# Артига, Франк
Франсеск Артига Себриан, более известный как Франк Артига (исп. Francesc (Franc) Artiga Cebrián; род. 30 июля 1976, Камбрильс) — испанский футбольный тренер.

## Биография
Франк родился 30 июня 1976 года в каталонском городе Камбрильс. В молодости он выступал за одноимённый клуб в Региональном дивизионе, а с 18 лет тренировал детские команды. В 26 лет Франк решил закончить карьеру игрока и сосредоточиться на тренерской деятельности и возглавил один из детских коллективов в Реусе. С 2003 по 2005 год он был помощником тренера в «Ампосте», а затем руководил молодёжной командой «Химнастика» из Таррагоны. В 2009 году Артига вернулся в «Ампосту» уже в качестве главного тренера.
В 2010 году Артига был принят на работу в академию «Барселоны». В первом же сезоне детская команда (в ней играли Адама Траоре, Антонио Санабрия, Вильфрид Каптум и Андре Онана) под его руководством стала чемпионом страны. Впоследствии наставник завоевал ещё 9 чемпионских титулов в разных возрастных категориях. За коллективы Франка выступали Карлес Аленья, Ли Сын У, Дани Ольмо, Ориоль Бускетс, Марк Кукурелья, Серхи Паленсия, Серхи Канос и другие. Франк старался прививать командам ставший визитной карточкой «сине-гранатовых» стиль игры, заточенный на комбинационный атакующий футбол. В 2019 году Артига после ухода Дениса Силвы претендовал на место тренера команды до 19 лет, но его в итоге занял Виктор Вальдес. Тем не менее, бывший вратарь недолго продержался на этом посту, и 7 октября того же года Артига возглавил коллектив. При нём команда проиграла три из четырёх матча в Юношеской лиге УЕФА, однако в чемпионате подопечные Франка смогли одержать одиннадцать побед подряд и на момент остановки первенства из-за пандемии вируса COVID-19 лидировали в своей группе. Дальнейшие матчи были отменены, и титул достался «Ла Масии».
24 февраля 2021 года Франк покинул структуру «Барселоны», где за 11 лет работы с командами разных возрастных категорий смог победить в молодёжных первенствах 11 раз, и возглавил юношескую сборную Объединённых Арабских Эмиратов.
15 января 2023 года испанец возглавил российскую «Родину-2». Руководство «Родины» привлёк опыт специалиста в развитии молодых футболистов. По итогам сезона Второй лиги 2022/23 команда заняла третье место в Группе 3 и смогла квалифицироваться в серебряную группу дивизиона «А» следующего розыгрыша. Артига возглавлял фарм-клуб до октября, при нём «Родина-2» шла на втором месте в таблице. 10 октября после отставки Дмитрия Парфёнова Франк возглавил основную команду. «Родина» перед приходом Артиги находилась на 11-м месте, набрав всего 17 очков в 13 встречах. При Франке результаты команды улучшились: коллектив демонстрировал яркую игру и вошёл в число претендентов на выход в Премьер-лигу. Тем не менее, сезон клуб завершил, находясь на 5-й строчке, что не давало право участия в стыковых матчах. В июне 2024 года Артига покинул команду, так как у него закончился контракт.
28 июня 2024 года возглавил «Химки», вышедшие в Премьер-лигу. Уволен в апреле 2025 года. СМИ называли причинами недостаточное количество игрового времени, предоставляемое нападающему Илье Садыгову, сыну владельца команды, а также публичную поддержку на пресс-конференции после матча с «Крыльями Советов» игроков команды в их требовании выплатить долги по зарплате, которую футболисты не получали с конца 2024 года. После новости об отставки тренера игроки «Химок» объявили бойкот руководству клуба и отказались проводить тренировку перед важнейшим матчем Премьер-лиги против санкт-петербургского «Зенита».
24 июня 2025 года стал главным тренером ангольского клуба «Петру Атлетику».

## Статистика в качестве главного тренера
| Родина-2 | 15 января 2023  | 10 октября 2023 | 25 | 13 | 7  | 5  | 052,00 |
| Родина   | 10 октября 2023 | 10 июня 2024    | 24 | 13 | 5  | 6  | 054,17 |
| Химки    | 28 июня 2024    | 15 апреля 2025  | 31 | 7  | 8  | 16 | 022,58 |
| Всего    | Всего           | Всего           | 80 | 33 | 20 | 27 | 041,25 |